# Kup europskih prvaka 1980./81. (košarka)
Ovo je 24. izdanje Kupa europskih prvaka u košarci. Sudjelovale su 24 momčadi. Formirano je šest skupina, a iz svake je jedan išao u poluzavršnu skupinu iz koje su prve dvije momčadi (Virtus Bologna i Maccabi Tel Aviv) izborile završnicu. Daljnji poredak: EBBC Den Bosch, Bosna, Real Madrid, CSKA Moskva. Završnica je odigrana u Strasbourgu 26. ožujka 1981.

## Završnica
- Maccabi Tel Aviv -  Virtus Bologna 80:79

- europski prvak:  Maccabi Tel Aviv (drugi naslov)
  - sastav ([1]): Amnon Jarach, Shuki Schwartz, Hanan Dobrish, Motti Aroesti, Aulcie Perry, Miki Berkovich, Hanan Keren, Shmuel Zysman, Lou Silver, Moshe Hershowitz, Earl Williams, Jim Boatwright, trener Rudy D'Amico